# Janata Dal (Secular)

Wahlsymbol der Janata Dal (Secular) in Karnataka

Die Janata Dal (Secular) (Kannada: ಜನತಾ ದಳ (ಜಾತ್ಯಾತೀತ)), abgekürzt JD(S), ist eine indische Regionalpartei. Sie entstand 1999 unter der Führung des ehemaligen indischen Premierministers H. D. Deve Gowda als Abspaltung aus der Janata Dal und hat ihre Basis vor allem im Bundesstaat Karnataka. Daneben tritt sie auch im Bundesstaat Kerala zu Wahlen an. Von 2004 bis 2007 war die JD(S) an der Regierung Karnatakas beteiligt, zwischen 2006 und 2007 stellte sie mit H. D. Kumaraswamy den Chief Minister (Regierungschef) des Bundesstaates.
Das Parteisymbol der JD(S) stellt eine Bäuerin dar, die Reishalme auf ihrem Kopf trägt, die Parteifarbe ist grün.

## Geschichte
Die Wurzeln der Janata Dal (Secular) liegen in der gesamtindischen Partei Janata Dal (JD, „Volkspartei“). Diese war ihrerseits 1988 aus Teilen der Janata Party, die sich während des von der Premierministerin Indira Gandhi verhängten Ausnahmezustands (1975–1977) als vereinte Oppositionskraft gebildet hatte, gegründet worden. Die Janata Dal stellte 1990–1991 und 1996–1998 den indischen Premierminister. Nachdem sie die Wahlen 1998 an die Bharatiya Janata Party (BJP) verloren hatte, zerfiel die Janata Dal in eine Reihe von Splittergruppen: Eine Fraktion spaltete sich als Janata Dal (United) (JD(U)) ab, um sich der BJP-geführten National Democratic Alliance anzuschließen. Als Gegenreaktion bildete 1999 sich unter H. D. Deve Gowda, der 1996–1997 für die JD das Amt des indischen Premierministers bekleidet hatte, die Janata Dal (Secular). Der Namenszusatz Secular („säkular“) bezieht sich auf die Ablehnung der hindunationalistischen Politik der BJP.
Die Janata Dal (Secular) konnte sich vor allem im Bundesstaat Karnataka, der Heimat des Parteigründers H. D. Deve Gowda, eine Basis schaffen. Bereits ihre Vorgängerorganisationen waren in Karnataka erfolgreich gewesen: Die Janata Party stellte von 1983 bis 1988, die Janata Dal von 1988 bis 1989 und erneut von 1994 und 1999 die Regierung des Bundesstaates. Bei der Bundesstaatswahl 1999 in Karnataka nahmen sich die konkurrierenden Splittergruppen JD(S) und JD(U) aber gegenseitig die Stimmen weg, sodass die JD(S) nur 10 von 224 Sitzen gewinnen konnte und die Kongresspartei die Wahl gewann. Bei der nächsten Wahl in Karnataka 2004 konnte die JD(S) ihr Ergebnis verbessern und zog mit 58 Abgeordneten als drittstärkste Partei hinter BJP und Kongress in das Parlament ein. Um eine Regierungsbildung der BJP, die über keine eigene Mehrheit verfügte, zu verhindern, bildeten Kongress und JD(S) eine Koalitionsregierung mit dem Kongress-Politiker N. Dharam Singh als Chief Minister (Regierungschef). Nach weniger als zwei Jahren brach aber die JD(S) unter der Führung von H. D. Kumaraswamy, dem Sohn des Parteigründers H. D. Deve Gowda, die Koalition und verbündete sich mit der BJP. Es wurde abgemacht, dass H. D. Kumaraswamy für die erste und B. S. Yeddyurappa von der BJP für die zweite Hälfte der verbliebenen Legislaturperiode das Amt des Chief Ministers übernehmen sollte. Im Februar 2006 wurde H. D. Kumaraswamy als Chief Minister vereidigt. Als B. S. Yeddyurappa im Oktober 2007 in das Amt des Chief Ministers nachrücken sollte, weigerte sich Kumaraswamy aber zurückzutreten, was zum Bruch der Koalition und der Verhängung von President’s rule führte. Die fällige Neuwahl 2008 entschied die BJP für sich, die JD(S) wurde mit 28 gewonnenen Wahlkreisen erneut nur drittstärkste Kraft. Bei der nächsten Wahl 2013 konnte die JD(S) nicht von der Anti-BJP-Stimmung profitieren: Während die Kongresspartei die Wahlen mit absoluter Mehrheit gewann, kam die JD(S) mit 40 Sitzen gleichauf mit der BJP auf den zweiten Platz. In der stark von Kastenloyalitäten geprägten Politik Karnatakas wird die JD(S) vor allem von den Vokkaliga, einer zahlenmäßig großen und politisch einflussreichen Kaste unterstützt. Traditionell gewinnt die JD(S) bei den Parlamentswahlen die meisten Wahlkreise in den Vokkaliga-dominierten Gebieten Südkarnatakas.
Außer in Karnataka tritt die JD(S) auch im Bundesstaat Kerala bei Wahlen an, spielt dort aber nur eine untergeordnete Rolle. An der letzten Bundesstaatswahl 2011 nahm sie als Teil eines Wahlbündnisses unter der Führung der beiden kommunistischen Parteien Communist Party of India (Marxist) (CPI(M)) und Communist Party of India (CPI) teil. Sie stellt vier von 140 Abgeordneten im Parlament Keralas.
Bei den Wahlen zur Lok Sabha, dem Unterhaus des gesamtindischen Parlaments, tritt die JD(S) in Karnataka an. 2004 entschied sie zwei von 28 Wahlkreisen in Karnataka für sich. 2009 schloss sie sich dem Wahlbündnis der linksgerichteten Third Front an und gewann drei von 21 Wahlkreisen, in denen sie antrat.